# أفعى في ظل نسر
فيلم أفعى في ظل نسر (بالإنجليزية: Snake in the Eagle's Shadow) (بالصينية: 蛇形刁手) فيلم اكشن في هونغ كونغ من بطولة جاكي شان Hwang Jang Lee
عرض عام 1978

## الممثلون
- جاكي شان - Chien Fu
- Hwang Jang Lee - Sheng Kuan
- Yuen Siu Tien  [لغات أخرى]‏ - Pai Chang-tien
- Dean Shek - Teacher Li
- Fung Hak-on - Master Chao Chi-chih
- Tino Wong - Ah-Wu ("Three Provinces Champ")
- Peter Chan - Teacher Lian
- Hsu Hsia - Su Chen
- Charlie Chan - Master Hung
- روي هوران - Missionary/Russian
- Fung Ging-man - Teacher Chui
- Chiang Kam - Ah Kwai
- Yao Lin Chen - Master Hung
- Chen Tien Lung - Three Provinces Champ
- Chan Lung - Substitute Instructor
- Gam Yam - Chang
- Yuen Yat-choh
- تشيو تشي لينغ
- Choi Fai
- Chan Laap-ban

## الإيرادات
وصلت ايرادات الفيلم إلى $2,708,748 في Hong Kong box office

## روابط خارجية
- أفعى في ظل نسر على موقع IMDb (الإنجليزية)
- أفعى في ظل نسر على موقع روتن توميتوز (الإنجليزية)
- أفعى في ظل نسر على موقع ألو سيني (الفرنسية)
- أفعى في ظل نسر على موقع Turner Classic Movies (الإنجليزية)
- أفعى في ظل نسر على موقع أول موفي (الإنجليزية)
- أفعى في ظل نسر على موقع فيلمافينيتي (الإسبانية)
- أفعى في ظل نسر على موقع قاعدة بيانات الفيلم (الإنجليزية)
- أفعى في ظل نسر على موقع ليتربوكسد (الإنجليزية)
- أفعى في ظل نسر على موقع كينوبويسك (الروسية)
- أفعى في ظل نسر على موقع أول موفي.
- Hong Kong Cinemagic